# Wilhelm Furtwängler
Gustav Heinrich Ernst Martin Wilhelm Furtwängler (ur. 25 stycznia 1886 w Berlinie, zm. 30 listopada 1954 w Baden-Baden) – niemiecki dyrygent i kompozytor słynący z interpretacji utworów symfonicznych, w szczególności autorów niemieckich.
W latach 1922–1934 i 1952–1954 główny dyrygent Berlińskich Filharmoników.

## Życiorys
Wilhelm Furtwängler objawił talent muzyczny już w wieku 7 lat. Ojciec Wilhelma, Adolf (1853–1907), światowej sławy archeolog, zadbał o doskonałą edukację dla syna, którą uwieńczyły studia muzyczne i humanistyczne.
Na dyrygenckim podium debiutował w wieku 20 lat. Próbował swoich sił z kilkoma orkiestrami, by w efekcie otrzymać posadę w Mannheim, tuż przed osiągnięciem trzydziestego roku życia. Jego talent znalazł uznanie krytyki muzycznej tamtych czasów i już w 1922 roku kierował dwoma najważniejszymi orkiestrami w Niemczech: Filharmonią Berlińską i lipskim Gewandhausem (w obu przypadkach był następcą legendarnego Artura Nikischa). Szybko zdobył sławę i kolejno objął stanowiska szefa orkiestry wiedeńskiej, festiwalu w Salzburgu i festiwalu wagnerowskiego w Bayreuth.
W roku 1933, po dojściu do władzy nazistów (III Rzesza), Wilhelm Furtwängler zaczął popadać w konflikty z „nowym prądem”, sprzeciwiając się m.in. usunięciu z orkiestry muzyków pochodzenia żydowskiego. W roku 1934 po zakazaniu przez nowe władze światowej premiery opery Mathis der Maler (Mateusz malarz) Paula Hindemitha, Furtwängler ustąpił ze stanowiska głównego dyrygenta orkiestry Berlińskich Filharmoników - powrócił rok później jako dyrygent (bez oficjalnego stanowiska). Nie zdecydował się na opuszczenie Niemiec, jak uczyniło wiele innych osób. Jego decyzja o pozostaniu na stanowisku szefa Berlińskich Filharmoników była mocno krytykowana. 
W 1944 jego nazwisko znalazło się na liście Gottbegnadeten-Liste (Lista obdarzonych łaską Bożą), wśród Niezastąpionych. Wielokrotnie koncertował również z innymi niemieckimi orkiestrami, także na terenach okupowanych (np. w Paryżu). Zawsze jednak próbował zachować niezależność artystyczną i z reguły unikał angażowania się w wielkie przedsięwzięcia propagandowe, czego przeciwieństwem jest młodszy dyrygent, lojalny wobec władzy Karajan. Z tym dyrygentem, ze względu zarówno na postawę życiową, jak artystyczną, Furtwängler pozostał skłócony do końca życia. Pod koniec 1944 roku, kiedy administracyjna ochrona zapewniona Furtwänglerowi przez wysokich funkcjonariuszy (Baldura von Schiracha, Alberta Speera) zaczęła się uginać pod naciskami Goebbelsa chcącego awansować ambitnego i posłusznego Karajana, Furtwängler zdecydował się na wyjazd do Szwajcarii. Po zakończeniu działań wojennych wrócił do Niemiec.
Po II wojnie światowej został oskarżony o współdziałanie z partią nazistowską, sąd jednak oczyścił go z zarzutów. Mimo tego wyroku USA zakazały Furtwänglerowi działalności koncertowej na swoim terytorium. Dyrygent osiadł w Szwajcarii. Koncertował z sukcesami w Bayreuth, Rzymie, Londynie, Salzburgu i Sztokholmie. Dużo nagrywał. Od 1947 (formalnie od 1952) powtórnie dyrygent Berlińskich Filharmoników, niestety stan jego zdrowia coraz częściej uniemożliwiał mu pracę dyrygenta. Zmarł w roku 1954 w Baden-Baden. Jego następcą został Herbert von Karajan.

## Osiągnięcia
Trudno nie docenić jakości dokonań Furtwänglera na polu dyrygentury i pracy z orkiestrą. Jego wpływ na bezpośrednie audytorium i na ludzi którzy słyszeli jego wykonania był ogromny.
Niewielu dyrygentów w historii muzyki otacza tak wielka legenda. Wczesne, przedwojenne nagrania, mimo słabej jakości technicznej, prezentują niezwykły talent dyrygencki Furtwänglera. Pod jego batutą orkiestra nabywa cech samodzielnego organizmu, tutti zespołów brzmi potężnie; choć wiele decyzji o doborze temp bywa kontrowersyjnych, zawsze jednak są to kreacje wizjonerskie. Potrafi dyrygować zarówno powoli, jak i szybko – dotyczy to nieraz tego samego utworu, co rodzi problemy przy próbach jasnego zdefiniowania podejścia Furtwänglera do kwestii tempa. Zawsze jednak jego tempa są niejednakowe – umiejętnie przyśpiesza i zwalnia – każdy takt może być zagrany szybciej lub wolniej, wszystko stosownie do całościowego zamysłu i w zamiarze wywarcia odpowiedniego wpływu na słuchacza. W jego ciszy, zwolnieniach i subtelnym operowaniu sekcjami orkiestry słychać brzmienie, którego nikt przedtem ani później nie wydobył z orkiestry. Pośrednim kontynuatorem indywidualnej i humanistyczno-psychologicznej szkoły dyrygentury był jego uczeń, inny słynny dyrygent, Sergiu Celibidache.

## Odznaczenia
- 1929 – Order Pour le Mérite[4]
- 1952 – Wielki Krzyż Zasługi z Gwiazdą Orderu Zasługi Republiki Federalnej Niemiec

### Nagrania
Szczególną rękę miał Furtwängler do symfoniki Beethovena, Brahmsa, Brucknera oraz dzieł Wagnera. Nagrania z czasów wojny dokonywane w Niemczech zostały zabrane z Berlina przez Armię Czerwoną; wiele z nich opublikowała radziecka Miełodija, m.in. świetną wagnerowską Walkirię, Zygfryda i Zmierzch bogów. Pod koniec lat 80. XX wieku nagrania zostały zwrócone. Powojenne nagrania Brucknera i Beethovena są do dziś uznawane za natchnione. Najbardziej niezwykła wydaje się rejestracja koncertu w Sztokholmie w 1948 roku, gdzie artysta wykonywał m.in. Niemieckie Requiem Brahmsa.

### Kompozycje
Jego dorobek kompozytorski obejmuje: Te Deum na chór i orkiestrę, Schwindet ihr dunklen Wölbungen für Chor und Orchester na podstawie Fausta Goethego, Hymny Religijne – także na chór i orkiestrę, trzy symfonie, Uwerturę Es-dur, koncert fortepianowy, kwintet smyczkowy oraz dwie sonaty skrzypcowe.